# 娄延果
婁延果（1963年—），河北省石家庄市栾城区（原栾城县）人，石家庄市第一中学现任校长，中共党员，中学特级教师，教育学博士，主要从事教师教育、课堂教学行为、教学评价等方向研究。曾在栾城师范学校、栾城中学、石家庄市教育科学研究所任团委书记、教师、教学主任、教研员、副所长等职。现为石家庄市有突出贡献的中青年专家，兼任石家庄市教育学会副会长，河北师范大学硕士生导师，河北省化学会科普工作委员会副主任，河北省高中化学竞赛委员会核心组成员，人民教育出版社教材研究与培训专家团成员。